# 𨭎的同位素
𨭎（釒喜）是人造元素，没有稳定同位素。它最长寿的同位素是半衰期约9.8分钟的267Sg及半衰期约5分钟的269Sg。由于数据不足，无法确定哪个同位素更稳定。

## 圖表
| 符號    | Z             | N             | 同位素質量（u） | 半衰期                       | 衰變 方式 | 衰變 產物 | 原子核 自旋 |
| 符號    | 激發能量      | 激發能量      | 激發能量        | 半衰期                       | 衰變 方式 | 衰變 產物 | 原子核 自旋 |
| ------- | ------------- | ------------- | --------------- | ---------------------------- | --------- | --------- | ----------- |
| 258Sg   | 106           | 152           | 258.11298(44)#  | 2.7(5) ms [2.6+0.6 −0.4 ms]  | SF        | (various) | 0+          |
| 259Sg   | 106           | 153           | 259.11440(13)#  | 402(56) ms                   | α         | 255Rf     | (11/2−)     |
| 259mSg  | 87(22) keV    | 87(22) keV    | 87(22) keV      | 226(27) ms                   | α (97%)   | 255Rf     | (1/2+)      |
| 259mSg  | 87(22) keV    | 87(22) keV    | 87(22) keV      | 226(27) ms                   | SF (3%)   | (various) | (1/2+)      |
| 260Sg   | 106           | 154           | 260.114384(22)  | 4.95(33) ms                  | SF (71%)  | (various) | 0+          |
| 260Sg   | 106           | 154           | 260.114384(22)  | 4.95(33) ms                  | α (29%)   | 256Rf     | 0+          |
| 261Sg   | 106           | 155           | 261.115949(20)  | 183(5) ms                    | α (98.1%) | 257Rf     | (3/2+)      |
| 261Sg   | 106           | 155           | 261.115949(20)  | 183(5) ms                    | β+ (1.3%) | 261Db     | (3/2+)      |
| 261Sg   | 106           | 155           | 261.115949(20)  | 183(5) ms                    | SF (0.6%) | (various) | (3/2+)      |
| 261mSg  | 100(50)# keV  | 100(50)# keV  | 100(50)# keV    | 9.3(18) µs [9.0+2.0 −1.5 µs] | IT        | 261Sg     | 7/2+#       |
| 262Sg   | 106           | 156           | 262.11634(4)    | 10.3(17) ms                  | SF (92%)  | (various) | 0+          |
| 262Sg   | 106           | 156           | 262.11634(4)    | 10.3(17) ms                  | α (8%)    | 258Rf     | 0+          |
| 262mSg  | 860(110) keV  | 860(110) keV  | 860(110) keV    |                              |           |           | 9−#         |
| 263Sg   | 106           | 157           | 263.11829(10)#  | 0.94(14) s                   | α (87%)   | 259Rf     | 3/2+#       |
| 263Sg   | 106           | 157           | 263.11829(10)#  | 0.94(14) s                   | SF (13%)  | (various) | 3/2+#       |
| 263m1Sg | 51(19) keV    | 51(19) keV    | 51(19) keV      | 0.42(10) s                   | α         | 259Rf     | 7/2+#       |
| 263m2Sg | 100(30) keV   | 100(30) keV   | 100(30) keV     |                              |           |           |             |
| 264Sg   | 106           | 158           | 264.11893(30)#  | 78(25) ms [68+32 −16 ms]     | SF        | (various) | 0+          |
| 265Sg   | 106           | 159           | 265.12109(13)#  | 9.2(16) s                    | α         | 261Rf     | 11/2−#      |
| 265mSg  | −10(160)# keV | −10(160)# keV | −10(160)# keV   | 16.4(24) s                   | α         | 261Rf     |             |
| 266Sg   | 106           | 160           | 266.12198(26)#  | 0.39(11) s                   | SF        | (various) | 0+          |
| 267Sg   | 106           | 161           | 267.12436(30)#  | 9.8+11.3 −4.5 min            | α         | 263mRf    | 9/2#        |
| 267mSg  | 110 keV#      | 110 keV#      | 110 keV#        | 100+92 −39 s                 | SF        | (various) | 1/2#        |
| 268Sg   | 106           | 162           | 268.12539(50)#  | 13+17 −4 s                   | SF        | (various) | 0+          |
| 269Sg   | 106           | 163           | 269.12863(39)#  | 5(2) min                     | α         | 265Rf     |             |
| 271Sg   | 106           | 165           | 271.13393(63)#  | 31+13 −7 s                   | α (73%)   | 267Rf     | 3/2+#       |
| 271Sg   | 106           | 165           | 271.13393(63)#  | 31+13 −7 s                   | SF (27%)  | (various) | 3/2+#       |

1. 1 2 3  畫上#號的數據代表沒有經過實驗的証明，僅為理論推測。
2. 1 2 3  用括號括起來的數據代表不確定性。
3. ↑  Not directly synthesized, occurs as decay product of 270Hs
4. ↑  Not directly synthesized, occurs as decay product of 271Hs
5. ↑  Not directly synthesized, occurs as decay product of 275Ds
6. ↑  Not directly synthesized, occurs as decay product of 276Ds
7. ↑  Not directly synthesized, occurs in the decay chain of 285Fl
8. ↑  Not directly synthesized, occurs in the decay chain of 287Fl

## 核合成

### 冷核聚變
本節有關以冷核聚變反應合成𨭎原子核。這些過程在低激發能（約10至20 MeV，因而稱為「冷」核聚變）生成複核，裂變之後存活機率較高。處於激發狀態的原子核再衰變至基態，期間只發出一顆或兩顆中子。

#### 208Pb(54Cr,xn)262-xSg (x=1,2,3)
位於前蘇聯杜布納聯合核研究所由格奥尔基·弗廖罗夫領導的團隊在1974年首次利用冷核聚變反應嘗試合成𨭎。他們宣布製造出一次0.48秒長的自發裂變，並指向259Sg。根據後期證據，他們很可能當時探測到260Sg及其衰變產物256Rf兩者的衰變反應。The TWG的結論為，根據當時的證據不足以作出任何結論。
該團隊在1983至1984年再次研究這條反應，並探測到5秒長的自發裂變，並直接指向260Sg。
位於德國重離子研究所的團隊首次在1985年研究了這條反應。他們使用的是改進了的母子體衰變關係法，並探測到261Sg (x=1)和260Sg，以及測量到不完整的1n中子蒸發激發函數。

2000年12月，位於法國國家大型重離子加速器的團隊研究了該反應，並探測到10顆261Sg原子及2顆260Sg原子。
在優化設施之後，重離子研究所人員在2003年使用金屬鉛目標測量了1n激發函數。同年5月，他們成功把鉛-208目標替換成更耐損耗的硫化鉛（PbS）目標，從而能夠在日後使用更強的離子束。他們探測了1n、2n和3n激發函數，並首次在261Sg同位素上運用α-γ光譜法。他們探測到這個同位素的大約1600個原子，還辨認到新的α光譜線，量度了更準確的半衰期以及辨認出新的電子捕獲和自發裂變支鏈。另外，他們首次探測到了來自衰變產物鑪的K殼層X光，並改進了有關260Sg的數據，包括一個不確定的同核異構體。這項研究在2005年9月和2006年3月也有繼續進行。對261Sg的累積數據於2007年發佈。2005年9月的工作也包括開始對260Sg進行光譜分析。
位於劳伦斯伯克利国家实验室的團隊最近研究了這條反應，從而對同位素261Sg進行分析。他們探測到一個新的同核異構體261mSg，其通過內部轉換衰變到基態。在同一項實驗中，他們也證實了衰變產物257Rf的K殼層同核異構體257m2Rf。

#### 207Pb(54Cr,xn)261-xSg (x=1,2)
位於杜布納的團隊在1974年研究了這條反應，結果與先前使用鉛-208目標時相同。自發裂變活動最先指向259Sg，但之後改為指向260Sg或256Rf，或兩者皆是。在1983至1984年的進一步工作中探測到5秒長的自發裂變，指向衰變源260Sg。
重離子研究所的團隊首次在1985年利用母子體衰變關係法研究了該反應。他們確定探測到259Sg，其為2n中子蒸發通道產物。
這條反應在2005年3月再一次被使用。研究用硫化鉛目標對偶-偶同位素260Sg進行光譜分析。

#### 206Pb(54Cr,xn)260-xSg
杜布納團隊在1974年研究了該反應。他們用它來判斷使用Pb-207和Pb-208目標時所觀察到的自發裂變行為的源頭。他們並沒有探測到任何自發裂變，意味著產生的同位素主要進行α衰變。

#### 208Pb(52Cr,xn)260-xSg (x=1,2)
在1974年一系列冷核聚變反應中，杜布納的團隊也研究了該反應，但同樣沒有探測到自發裂變。劳伦斯伯克利国家实验室在2006年研究發射物同位旋的效應以及複核原子量對蒸發殘餘量的影響，當中再次研究了這條反應。他們在測量1n激發函數時，辨認出259Sg和258Sg。

#### 209Bi(51V,xn)260-xSg (x=2)
在1974年一系列冷核聚變反應中，杜布納的團隊也研究了該反應，但同樣沒有探測到自發裂變。1994年，重離子研究所的團隊利用這條反應合成𨭎，從而研究新發現的偶-偶同位素258Sg。他們探測到10顆258Sg原子，其進行了自發裂變。

### 熱核聚變
本節有關以熱核聚變反應合成𨭎原子核。這些過程在高激發能（約40至50 MeV，因而稱為「熱」核聚變）生成複核，裂變及擬裂變之後存活機率較低。處於激發狀態的原子核再衰變至基態，期間發出3至5顆中子。

#### 238U(30Si,xn)268-xSg (x=3,4,5,6)
對該反應的首次研究是由日本原子能研究所的科學家於1998年進行的。他們探測到一次自發裂變，當時不確定地指向新同位素264Sg或由263Sg經過電子捕獲後形成的263Db。2006年，重離子研究所和劳伦斯伯克利国家实验室同時研究了該反應，並使用了母子體衰變關係法。劳伦斯伯克利的團隊測量了4n、5n和6n通道的激發函數，而重離子研究所的團隊則觀察到額外的3n通道活動。兩組人員都辨認出新同位素264Sg，其在短半衰期內進行了自發裂變。

#### 248Cm(22Ne,xn)270-xSg (x=4?,5)
1993年，位於杜布納由Yuri Lazarev帶領的團隊宣布發現了半衰期較長的266Sg和265Sg，都是經過這條反應在4n和5n通道中產生的。這是在尋找可進行化學研究的𨭎同位素之後得到的成果。報告中指出，266Sg以8.57 MeV的能量放射α粒子，半衰期約為20秒。這為Z=108，N=162閉核的穩定性理論提供了證據。1997年，重離子研究所進一步研究了該反應。儘管他們確認了266Sg的產量、衰變模式及半衰期，但是一些矛盾之處仍然存在。在最近進行的對270Hs的合成實驗中（見𨭆）發現，266Sg只進行短半衰期的自發裂變（TSF = 360 ms）。有可能這是其基態（266gSg），而另一個直接產生的活動則指向高旋的K同核異構體266mSg。要證實這一點需要進一步的實驗。
最近在重新評估265Sg和266Sg的衰變特性後，得出的結論為，至今所有衰變都源自具有兩種同核異構體的265Sg。其一是265aSg，其主要的α線位於8.85 MeV，計算出的半衰期為8.9秒；而265bSg的衰變能量為8.70 MeV，半衰期為16.2秒。直接產生時，兩個同核異構能級同時存在。從269Hs的衰變數據中能看出，265bSg是在269Hs衰變時產生的，並會衰變至短半衰期的261gRf同位素。這意味著266Sg其實並非放射α粒子的長半衰期同位素，它實際上在短時間內就會進行裂變。
無論源頭是哪一個同位素，研究人員最近成功使用這條反應來研究𨭎的化學屬性。

#### 249Cf(18O,xn)267-xSg (x=4)
劳伦斯伯克利和勞倫斯利福摩爾國家實驗室的合作團隊在1974年首次成功合成了𨭎。在成功時所用的實驗中，他們利用了新的母子體關係法辨認出新同位素263Sg。1975年，橡樹嶺國家實驗室的團隊證實了這些衰變數據，但未能辨認出一致的X光，因此未能證明𨭎確實被合成了。1979年，位於杜布納的團隊通過探測自發裂變來研究了這條反應。相比從伯克利得出的數據，他們計算出263Sg的自發裂變支鏈為70%。原先成功的合成反應在1994年終於被劳伦斯伯克利的另一個團隊證實。

### 作為衰變產物
𨭎的同位素也是某些更高元素衰變中的產物。下表列出至今為止的觀測：
| 蒸發殘餘            | 𨭎同位素 |
| ------------------- | -------- |
| 291Lv, 287Fl, 283Cn | 271Sg    |
| 285Fl               | 269Sg    |
| 276Ds, 272Hs        | 268Sg    |
| 275Ds, 271Hs        | 267Sg    |
| 270Hs               | 266Sg    |
| 277Cn, 273Ds, 269Hs | 265Sg    |
| 271Ds, 267Ds        | 263Sg    |
| 270Ds               | 262Sg    |
| 269Ds, 265Hs        | 261Sg    |
| 264Hs               | 260Sg    |

| ←          | 同位素列表 | →          |
| 𨧀的同位素 | 𨭎的同位素 | 𨨏的同位素 |